# Смертюк Василь Петрович
Василь Петрович Смертюк (нар. 2 січня 1940, село Леськи, тепер Черкаського району Черкаської області) — український радянський діяч, головний агроном колгоспу «Дніпро» Черкаського району Черкаської області. Депутат Верховної Ради УРСР 11-го скликання.

## Біографія
Народився в селянській родині.
З 1957 року — колгоспник, тракторист, помічник бригадира, агроном-овочівник, головний агроном колгоспу «Дніпро» села Леськи Черкаського району Черкаської області.
Освіта вища. Закінчив агрономічний факультет Білоцерківського сільськогосподарського інституту Київської області.
Член КПРС з 1967 року.
З 1986 року — голова колгоспу «Дніпро» села Леськи Черкаського району Черкаської області.
Потім — на пенсії в селі Леськи Черкаського району Черкаської області.

## Нагороди
- орден Леніна
- орден Трудового Червоного Прапора
- медалі
- лауреат Державної премії Української РСР